# さびしすぎてレズ風俗に行きましたレポ
『さびしすぎてレズ風俗に行きましたレポ』（さびしすぎてレズふうぞくにいきましたレポ、英語版“My Lesbian Experience With Loneliness”）は永田カビによる自伝的な漫画作品である。

## 概要
イラスト投稿SNSであるPixivで発表された後、2016年6月にイースト・プレスから単行本全1巻が刊行された。2017年6月にセブンシーズ・エンターテインメントが出した英語版単行本は、2018年にハーベイ賞BestManga部門を受賞した。北米の批評家からの評価は高く、「百合漫画というファンタジー」と対置されるものだと評されたことがある。
2016年12月にはエッセイ漫画の続刊『一人交換日記』が日本で刊行され、2018年6月に英語版“My Solo Exchange Diary”が刊行されている。

### 制作と刊行の経緯
絵は2色で描かれている。永田は面白い漫画を描くためなら自身のプライベートをさらけだすこともためらわないと語っているが、面と向かって人と話すと内気になってしまうという。永田は漫画家として仕事が得られず、プロとして生活できるような面白い作品を作るには自分の体験を描くしかないと考えたことで本作を描くに至った。ストーリーを作るにあたっては、自身が体験したことと、どう感じたかを箇条書きで書き出していき、一つの物語になるよう並べ替えていった。読者にネガティブな感情を与えて拒絶されるのを避けるため、自身を卑下したり、逆に美化したりしないように心掛けたという。本作で触れられなかった題材もあり、将来の作品で活かしたいとも述べている。
永田は日本のイラスト投稿SNSであるPixivで本作を公開した。その後2016年6月17日にイースト・プレスから全1巻の単行本が刊行された。書籍版ではストーリーを補うため書き下ろしや改稿が行われた。セブンシーズ・エンターテインメントは本作のライセンスを取得したことを2016年10月に発表し、翌年6月6日に書籍版全1巻を北米で発売、その翌日にはコミクソロジーを通じてデジタル版を発売した。小学館から2016年12月10日に発売されたエッセイ漫画の続刊『一人交換日記』は、2018年6月5日にセブンシーズ社から本作の続編としてMy Solo Exchange Diary のタイトルで発売された。

### 反響
本作には好意的な批評が多かった。宝島社の2017年版『このマンガがすごい!』オンナ編トップ20リストでは、本作が『金の国 水の国』『春の呪い』に次ぐ第3位に挙げられた。北米においては、クランチロール・アニメアワード2017で年間最優秀漫画部門を受賞し、『パブリッシャーズ・ウィークリー』やAmazonの年間ベストコミックリストに掲載された。『ティーン・ヴォーグ』誌は「2017年プライド月間を記念するクィア関連本」のリストに本作を載せ、漫画家ティリー・ウォルデンはウェブサイト Bookish 上で本作を「絶対に読むべき」LGBTQコミックの一つに挙げた。2018年には、日本の漫画作品の北米版を対象に新設されたハーベイ賞BestManga部門の最初の受賞作となった。
福井新聞は本作について好意的な評を掲載し、センセーショナルなタイトルに反して「著者の切実な思いばかりが印象に残る」とした。エンターテインメント関連のニュースサイトナタリーは「息が詰まるような人生を送ってきた作者」のエッセイ作品と紹介した。女性の視点からギーク・カルチャーを扱うサイト The Mary Sue において、アナ・ヴァレンスは北米で受容されてきた百合漫画の文脈で本作を論じている。ヴァレンスによると、本作はレズビアンの関係における感情と心の動きを現実的に描くもので、非クィア向けのファンタジーとしての百合からは逸脱している。ヴァレンスは永田の風俗体験に至るまでの経緯が「我々の百合に対する見方に新しい光を投げかけた」という。ハイディ・マクドナルドはウェブサイト The Beat で本作を「引き込まれずにいられないメモワール」と呼び、アイデンティティや自己受容に関する問題を抱えている若年読者に最適だと評した。ジュディス・ウッツは『ティーン・ヴォーグ』への寄稿で、本作が「心を打つ真摯な記録」であり、自己不信に陥った過去を持つすべての読者が共感できるだろうと書いた。
ニールセン・ブックスキャンが発行するグラフィックノベル売り上げチャートによると、本作は北米における発売週に『ビッチ・プラネット』第2巻に次いで売り上げ第2位を占めた。2017年6月の月間ブックスキャンチャートでも第11位を占めた。

## あらすじ
女性漫画家・永田カビによる自伝的作品で、作者が経験したメンタルヘルスの問題やセクシュアリティの模索、現代社会における成長が扱われている。

## 受賞歴
- ハーベイ賞：2018年BestManga部門[21]
- クランチロール・アニメアワード：2017年度今年の漫画賞

## 書誌情報
永田カビ『さびしすぎてレズ風俗に行きましたレポ』（イースト・プレス）
- （2016年6月23日初版発行、2016年6月30日電子書籍発行）ISBN 978-4-7816-1442-7[22]